# Once Upon a Long Ago
«Once Upon a Long Ago» es una canción del músico británico Paul McCartney publicada como sencillo promocional del álbum recopilatorio All the Best! el 16 de noviembre de 1987. La canción fue producida por Phil Ramone y mezclada por George Martin, y cuenta con la participación del violinista Nigel Kennedy.

## Publicación
«Once Upon a Long Ago» alcanzó el puesto 10 en la lista británica UK Singles Chart, convirtiéndose en el último sencillo de McCartney en entrar en el top 10 de la lista. El sencillo no fue publicado en Estados Unidos al no incluirse en la versión estadounidense del álbum All the Best!. 
«Once Upon a Long Ago» fue publicado en tres formatos: una versión en CD, otra en vinilo de 7 pulgadas y dos versiones en vinilo de 12 pulgadas.

## Lista de canciones
| Vinilo de 7" 1. «Once Upon a Long Ago» 2. «Back on My Feet» Vinilo de 12" (primera versión) 1. «Once Upon a Long Ago» (long version) 2. «Back on My Feet» 3. «Midnight Special» 4. «Don't Get Around Much Anymore» | Vinilo de 12" (segunda versión) 1. «Once Upon a Long Ago» (versión extendida) 2. «Back on My Feet» 3. «Lawdy Miss Clawdy» 4. «Kansas City» Sencillo CD 1. «Once Upon a Long Ago» 2. «Back on My Feet» 3. «Don't Get Around Much Anymore» 4. «Kansas City» |